# 류자이

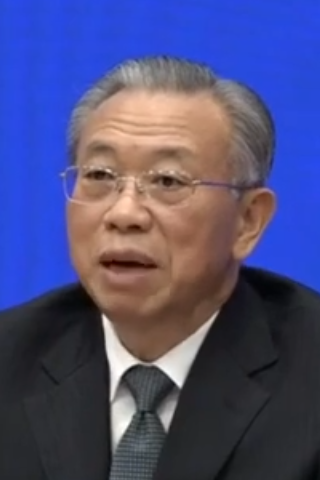

류자이(유가의, 중국어 간체자: 刘家义, 정체자: 劉家義, 병음: Liú Jiāyì, 1955년 8월 - )는 충칭 시 카이 현 출신의 중화인민공화국의 정치인 겸 경제학자이다. 서남재경대학을 졸업하고, 박사학위를 취득했으며, 고급심계사가 되었다. 난징심계학원 명예 교수와 중국인민대학 공공관리학원 겸임 교수를 지냈다. 1976년 8월 중국 공산당에 입당, 제16기 중앙기율검사위원회 상무위원과 제17기 중앙위원을 지냈으며, 현재 중화인민공화국 심계서장 겸 중국을 대표하는 국제 연합 심계위 위원이다.

## 생애
대학 졸업 후, 류자이는 쓰촨성 심계청에 배속된다. 4년 후 부처급 간부로 승진했으며, 1988년부터 중화인민공화국 심계서에서 근무했다. 중화인민공화국 심계서 청두시 주재 특별 파견 간부, 청두시 주재 판공실 종합처 처장, 청두 시 주재 부 특별파견 위원 등을 역임했다. 1992년 8월에 심계서 상무심계사 부사장을 지냈고, 1993년 심계사장으로 승진했다.
1996년 9월 중국공산당 중앙당교 1년제 중청 간부 배훈반에서 학습한 이후, 심계서 부심계장에 올랐다. 리진화가 물러난 2008년 3월, 제11기 중국인민대표대회 1차회의에서 중화인민공화국 심계서장에 임명되었다.
같은 해 7월, 중국을 대표하는 국제 연합 심계위 위원에 취임했다. 임기는 2014년 6월까지이다.

## 참고 문헌
- 인민망의 류자이 이력 정보 보관됨 2020-06-02 - 웨이백 머신

| 전임 리진화 | 중화인민공화국 심계서장 2008년 3월 ~ 2017년 4월 | 후임 후쩌쥔 |

| 전임 장이캉 | 산둥성 당 위원회 서기 2017년 4월 ~ 2021년 9월 | 후임 리간제 |